# Таласа (сателит)
Таласа (Thalassa) је Нептунов природни сателит, други по близини Нептуну. Познат је и као Нептун 6. Име је добио по богињи мора, Таласи, из Грчке митологије.
Сателит је откривен 1989. године а открио га је Војаџер 2. Тада је назван S/1989 N 5 док није званично идентификован као Нептунов сателит.
Неправилног је облика и нема назнака геолошке активности. Верује се да представља остатак из доба формирања већих Нептунових сателита, па је остао заробљен у Нептуновој орбити. Димензија је 108×100×52 километара издужен је, и има температуру од око 51 К.
Сматра се да због своје неуобичајене орбите која спирално води ка Нептуну, Таласа ће се у једном моменту сударити са овом планетом.